# Roger Casement

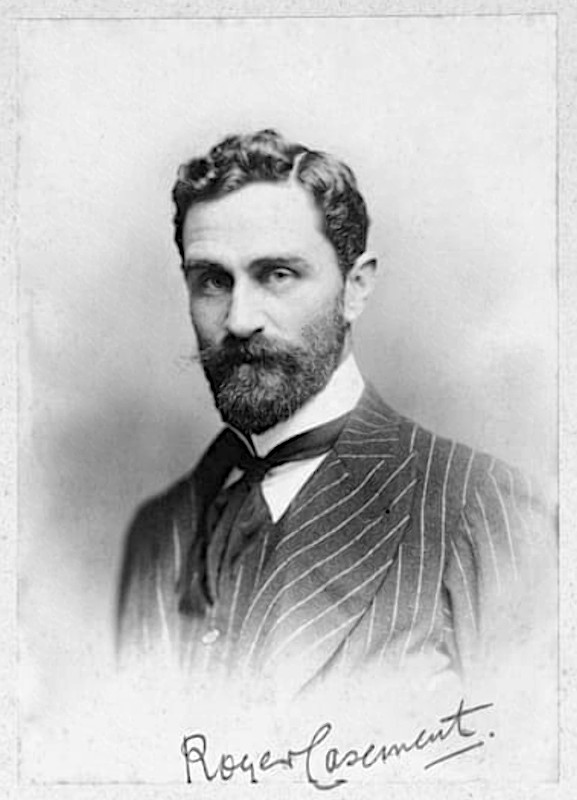
Roger Casement (ca. 1910).

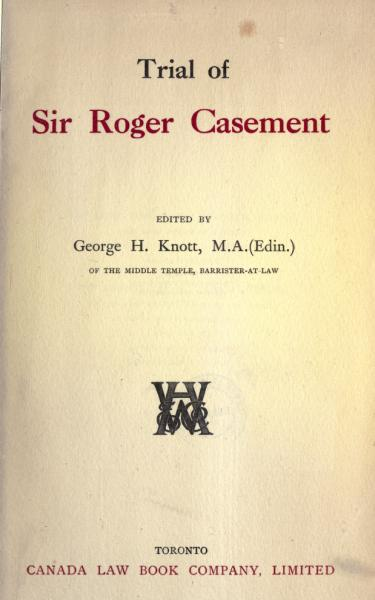
Een boek over het proces van Roger Casement.

Roger David Casement, Iers: Ruairí Mac Easmainn, (Sandycove, 1 september 1864 – Londen, 3 augustus 1916) was een Iers dichter, patriot, revolutionair en nationalist. Van beroep was hij Brits diplomaat. Hij is bekend geworden wegens zijn activiteiten tegen de misbruiken in het toenmalige koloniale systeem in Afrika en Peru. Casement werd ter dood veroordeeld voor landverraad, spionage en collaboratie met het Duitse Rijk en werd op 3 augustus 1916 opgehangen.
Casement werd geboren in Dublin uit een protestantse familie. Zijn vader was kapitein Roger Casement van het Regiment der Light Dragoons. Zijn grootvader was een scheepsmagnaat uit Belfast, Hugh Casement. Zijn vader diende in Afghanistan in 1842. Zijn beide ouders stierven voordat Roger zijn tienerjaren bereikt had. Hij werd verder opgevoed door verwanten.

## Afrika
Casement werd voor het eerst naar Afrika gezonden in 1883 toen hij net 19 was. Hij werkte in de Kongo-vrijstaat voor verschillende commerciële bedrijven, alsook voor de Association Internationale Africaine van koning Leopold II (op een spoorwegproject). In Congo ontmoette hij Henry Morton Stanley en Joseph Conrad, die toen nog geen schrijver was, maar een zeeman.
In 1892 verliet Casement Congo en werkte voor het Colonial Office in Nigeria. In 1895 werd hij consul te Lourenço Marques (nu Maputo).
In 1900 kwam hij opnieuw in Congo (Matadi) en richtte er de eerste Britse consulaire post op. Hij meldde de mishandelingen van de Congolezen en de catastrofale gevolgen van het Leopoldische systeem van dwangarbeid aan het Foreign Office. In 1903 nam het Britse Lagerhuis een resolutie aan over Congo, daartoe aangespoord door humanitaire activisten. Casement kreeg de opdracht een onderzoek in te stellen.
In 1904 was zijn Congo Report klaar. Het veroorzaakte een groot schandaal, ondanks pogingen van de Britse regering om het geheim te houden. Kort voor het beëindigen van zijn rapport ontmoette Casement Edmund Dene Morel die een campagne voerde in de Britse pers tegen de Congolese vrijstaat en de misbruiken ervan. Ze raakten goed bevriend en Casement stimuleerde Morel om de Congo Reform Association op te richten. In het Congo Report werd onder meer de rol van baron Jules Jacques de Dixmude als districtscommissaris van het rubberwingebied aan het Leopold II-meer aan de kaak gesteld.
In 1905 werd hij geridderd, of om precies te zijn: toegelaten tot de Order of St Michael and St George voor zijn consulair werk en het aantonen van de wreedheden gepleegd door de Kongo-Vrijstaat in Congo. In 1911 werd hij geridderd voor zijn regeringsrapport over de uitroeiing van de Amazone-indianen van Putumayo in Peru.
Roger Casement schreef ook gedichten, die echter pas na zijn overlijden werden gepubliceerd.

## Zuid-Amerika
In 1906 werd Casement als consul uitgezonden naar Para en promoveerde later tot consul-generaal in Rio de Janeiro. Ook in Brazilië was er veel mishandeling en uitbuiting van de plaatselijke bevolking. Hij nam deel als consulair vertegenwoordiger aan een commissie die de moorddadige rubberslavernij door de Britse Peruvian Amazon Company onderzocht. Deze keer was de misdadiger geen koning maar een zekere Julio Arana en zijn broer.
Hij richtte de Anti Slavery Society op en vocht verder tegen de slavernij. De indianenmoordenaars werden aangepakt in Peru, maar de belangrijkste doorbraak voor de Amazone-indianen was toch wel de ontwikkeling van de teelt van rubber in Maleisië.

## Paasopstand

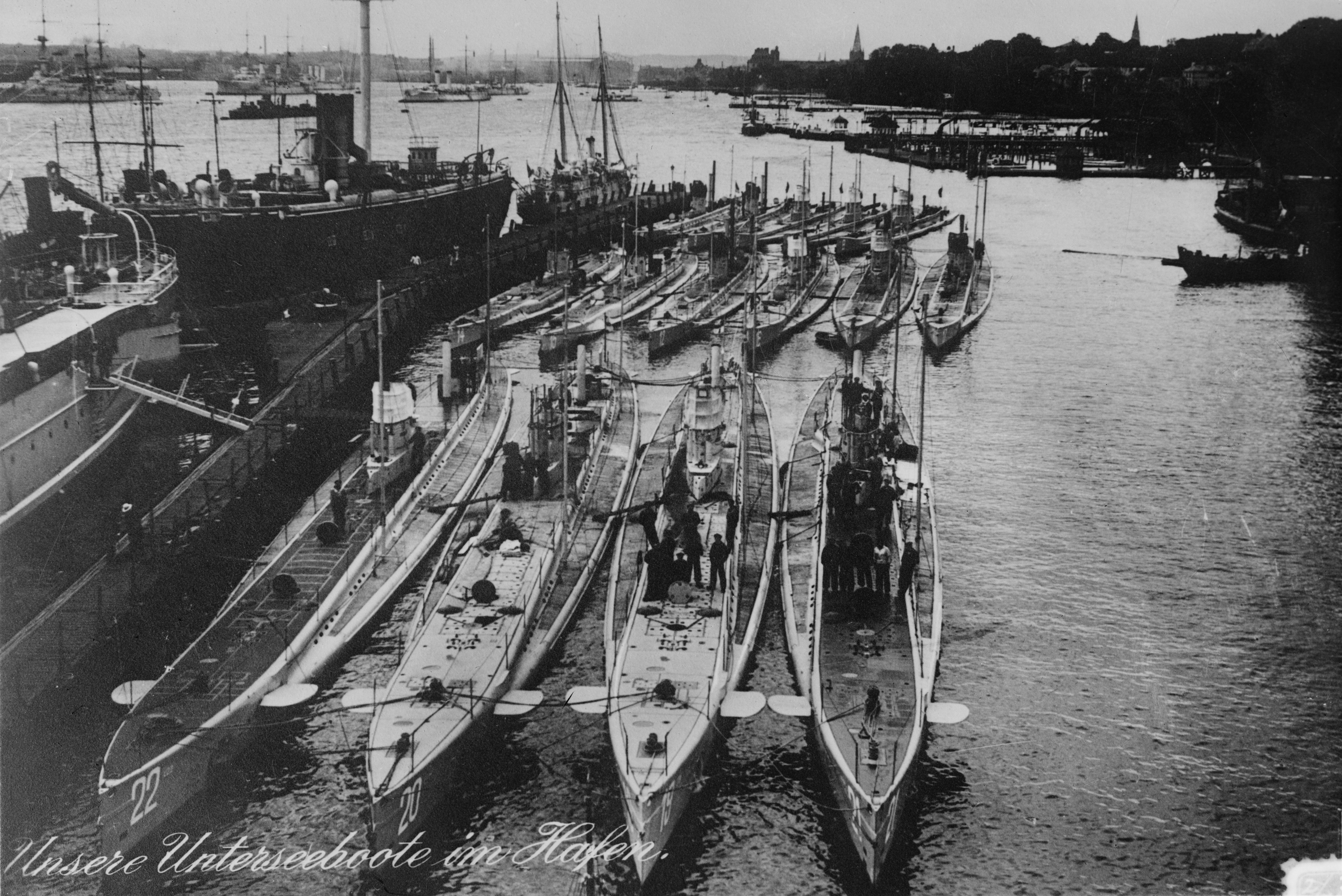
Duitse U-Boot SM U-19, tweede van rechts. c. 1914.

In 1912 verliet Casement de koloniale dienst, en het jaar daarna werd hij lid van de Irish Volunteers. Hij werd goed bevriend met de leider van deze paramilitaire organisatie, Eoin MacNeill, en na het uitbreken van de Eerste Wereldoorlog voer hij via Amerika naar Duitsland om te trachten militaire en financiële steun te werven, maar ook probeerde hij zonder veel succes vrijwilligers te vinden in het krijgsgevangenenkamp van Limburg an der Lahn voor een gewapende opstand tegen de Engelse overheersing van Ierland. Evenals de andere leden van de Irish Volunteers werd hij pas heel laat op de hoogte gebracht dat een opstand gepland werd tegen de Engelsen, de Paasopstand van 1916. De Duitsers, die sceptisch waren over Casement, stuurden een vrachtschip, de Libau vermomd als een Noors schip, de Aud Norge, naar Ierland. Het had 20.000 Duitse geweren en 10 machinegeweren aan boord, een fractie van wat Casement had gevraagd. Kort na het vertrek van de Libau verliet Casement Duitsland met een onderzeeër, die hem afzette op Banna Strand in County Kerry. Casement was ervan overtuigd dat de Paasopstand met zo weinig wapens als hij had meegekregen, tot mislukken gedoemd was, en wilde MacNeill ervan overtuigen de opstand uit te stellen. De Britten hadden zijn communicatie met de Duitsers echter onderschept en Casement werd gevangengenomen bij het dorp Ardfert. De wapens hebben de opstandelingen nimmer bereikt, want de Libau werd door de Engelsen aangehouden, en om de geweren niet in hun handen te laten vallen, werd het schip door de Duitse kapitein tot zinken gebracht.
Het proces tegen Casement, wegens hoogverraad, sabotage en spionage, trok bijzonder veel publiciteit. Aan veel beroemde personen werd gevraagd zich voor Casement in te zetten. Onder degenen die hem steunden waren George Bernard Shaw en Arthur Conan Doyle, die een boek had geschreven over de Congo-kwestie, The Crime of the Congo. Ook figureert Casement onder de naam Sir John Roxton in Doyle's bekende boek The Lost World (1912).
Een belangrijke rol in de stemmingmakerij door de Engelsen tegen Casement, die mede door zijn werk in de koloniën als een grote held gold, speelde de openbaarmaking van The Black Diaries, geheime dagboeken van Casement waaruit bleek dat hij homoseksueel was en met veel jonge mannen seks had gehad op zijn reizen - dat was een misdaad in die dagen. Er is veel over gestreden of de dagboeken mogelijk een vervalsing zijn. Ook tegenwoordig wordt er nog wel aan de echtheid getwijfeld.
Casement werd echter veroordeeld tot de doodstraf, en na een mislukt beroep tegen zijn doodvonnis werd hij opgehangen in Pentonville Prison in Londen door John Ellis, op de leeftijd van 51 jaar, en daar in ongebluste kalk begraven, zoals de gewoonte was. In 1965 werd zijn stoffelijk overschot echter alsnog naar Ierland gebracht en kreeg hij een staatsbegrafenis. Hij werd bijgezet op het ereveld op de begraafplaats van Glasnevin Cemetery in Dublin, in aanwezigheid van president Éamon de Valera.

## Roman
De strijd van Roger Casement is het thema van een roman uit 2010 van de Peruviaanse schrijver Mario Vargas Llosa onder de titel El sueño del Celta, in het Nederlands vertaald als De droom van de Ier.